# Штрайтбергер, Георг
Георг Штрайтбергер (нем. Georg Streitberger, род. 26 апреля 1981 года, Целль-ам-Зе) — австрийский горнолыжник, участник Олимпийских игр в Ванкувере, победитель этапов Кубка мира. Специализируется в скоростных дисциплинах, наиболее силён в супергиганте.
Чемпион мира среди юниоров 2000 года в гигантском слаломе.
В Кубке мира Штрайтбергер дебютировал в 2000 году, в марте 2008 года одержал свою первую победу на этапе Кубка мира. Всего на сегодняшний день имеет 3 победы на этапах Кубка мира, две в супергиганте и одну, разделенную с норвежцем Хьетилем Янсрудом, в скоростном спуске.
Лучшим достижением в общем зачёте Кубка мира является для Штрайтбергера 19-е место в сезоне 2012/13. В сезоне 2010/11 занял итоговое второе место в зачёте супергиганта, уступив только швейцарцу Дидье Кюшу.
На Олимпиаде-2010 в Ванкувере стал 17-м в супергиганте, кроме того стартовал в суперкомбинации, но не добрался до финиша.
Использует лыжи и ботинки производства фирмы Fischer.

## Победы на этапах Кубка мира (3)
| № | Сезон   | Дата        | Место      | Дисциплина       |
| - | ------- | ----------- | ---------- | ---------------- |
| 1 | 2007/08 | 2 мар 2008  | Квитфьелль | Супергигант      |
| 2 | 2010/11 | 4 дек 2010  | Бивер-Крик | Супергигант (2)  |
| 3 | 2013/14 | 28 фев 2014 | Квитфьелль | Скоростной спуск |